# The Gunpowder Plot
The Gunpowder Plot è un cortometraggio muto del 1900 diretto da Cecil M. Hepworth.

## Trama
Un ragazzino piazza dei fuochi artificiali sotto la sedia del padre e lo riduce in pezzi.

## Produzione
Il film fu prodotto dalla Hepworth.

## Distribuzione
Distribuito dalla Hepworth, il film - un cortometraggio della lunghezza di 15,2 metri - uscì nelle sale cinematografiche britanniche nel luglio 1900.
Non si hanno altre notizie del film che si ritiene perduto, forse distrutto nel 1924 quando il produttore Cecil M. Hepworth, ormai fallito, cercò di recuperare l'argento del nitrato fondendo le pellicole.